# Sri Jayewardanapura Kotte
Sri Jayawardenepura Kotte sau Sri Jayewardenepura Kotte (cunoscut și ca Kotte) este o suburbie mare a orașului Colombo și capitala administrativă a Republicii Sri Lanka. Este situat pe coasta vestică a insulei Ceylon, la 12 km SE de Colombo și cu o populatie de 115.800 locuitori (2001).

## Clima
| Date climatice pentru Sri Jayawardenepura Kotte | Date climatice pentru Sri Jayawardenepura Kotte | Date climatice pentru Sri Jayawardenepura Kotte | Date climatice pentru Sri Jayawardenepura Kotte | Date climatice pentru Sri Jayawardenepura Kotte | Date climatice pentru Sri Jayawardenepura Kotte | Date climatice pentru Sri Jayawardenepura Kotte | Date climatice pentru Sri Jayawardenepura Kotte | Date climatice pentru Sri Jayawardenepura Kotte | Date climatice pentru Sri Jayawardenepura Kotte | Date climatice pentru Sri Jayawardenepura Kotte | Date climatice pentru Sri Jayawardenepura Kotte | Date climatice pentru Sri Jayawardenepura Kotte | Date climatice pentru Sri Jayawardenepura Kotte |
| Luna                                            | Ian                                             | Feb                                             | Mar                                             | Apr                                             | Mai                                             | Iun                                             | Iul                                             | Aug                                             | Sep                                             | Oct                                             | Nov                                             | Dec                                             | Anual                                           |
| ----------------------------------------------- | ----------------------------------------------- | ----------------------------------------------- | ----------------------------------------------- | ----------------------------------------------- | ----------------------------------------------- | ----------------------------------------------- | ----------------------------------------------- | ----------------------------------------------- | ----------------------------------------------- | ----------------------------------------------- | ----------------------------------------------- | ----------------------------------------------- | ----------------------------------------------- |
| Maxima medie °C (°F)                            | 31 (88)                                         | 31.2 (88,2)                                     | 31.7 (89,1)                                     | 31.8 (89,2)                                     | 31.1 (88)                                       | 30.4 (86,7)                                     | 30 (86)                                         | 30 (86)                                         | 30.2 (86,4)                                     | 30 (86)                                         | 30.2 (86,4)                                     | 30.4 (86,7)                                     | 30,7 (87,2)                                     |
| Media zilnică °C (°F)                           | 26.6 (79,9)                                     | 26.9 (80,4)                                     | 27.7 (81,9)                                     | 28.2 (82,8)                                     | 28.3 (82,9)                                     | 27.9 (82,2)                                     | 27.5 (81,5)                                     | 27.6 (81,7)                                     | 27.5 (81,5)                                     | 27 (81)                                         | 26.7 (80,1)                                     | 26.6 (79,9)                                     | 27,38 (81,28)                                   |
| Minima medie °C (°F)                            | 22.3 (72,1)                                     | 22.7 (72,9)                                     | 23.7 (74,7)                                     | 24.6 (76,3)                                     | 25.5 (77,9)                                     | 25.5 (77,9)                                     | 25.1 (77,2)                                     | 25.1 (77,2)                                     | 24.8 (76,6)                                     | 24 (75)                                         | 23.2 (73,8)                                     | 22.8 (73)                                       | 24,11 (75,39)                                   |
| Precipitații mm (inches)                        | 85 (3.35)                                       | 63 (2.48)                                       | 112 (4.41)                                      | 252 (9.92)                                      | 335 (13.19)                                     | 195 (7.68)                                      | 130 (5.12)                                      | 95 (3.74)                                       | 165 (6.5)                                       | 358 (14.09)                                     | 309 (12.17)                                     | 153 (6.02)                                      | 2.251 (88,62)                                   |
| Sursa nr. 1: Free Metero (1961-1990)            |                                                 |                                                 |                                                 |                                                 |                                                 |                                                 |                                                 |                                                 |                                                 |                                                 |                                                 |                                                 |                                                 |
| Sursa nr. 2: Weatherbase for precipitation      |                                                 |                                                 |                                                 |                                                 |                                                 |                                                 |                                                 |                                                 |                                                 |                                                 |                                                 |                                                 |                                                 |